# 吹き戻しの里
吹き戻しの里(ふきもどしのさと)は兵庫県淡路市河内にある体験型施設である。

## 概要
吹き戻しの里は国内産の約80%の吹き戻しを作っている工場で、日本で唯一の吹き戻しの製作体験ができる見学施設である。

## 吹き戻しの日
形が「6」に似ていることから、株式会社吹き戻しの里が6月6日を吹き戻しの日として制定し、日本記念日協会により認定された。
同様に日本吹き戻し保存協会が9月9日を独自に記念日に制定していたが、協会の活動停止に伴い廃止された。

## ギネス記録
2009年7月、淡路島の地元民と観光客765人が参加して10秒間同時に吹き戻しを吹いた記録がギネス世界記録に公認された。

## 営業時間
- 10:00～11:30（12:00終了）
- 13:00～15:30（16:00終了）

## 入場料
- おとな（高校生～）	800円（税込）
- こども（3歳～中学生）	400円（税込）

## アクセス
- 神戸淡路鳴門自動車道　東浦ICから車で6分
- 吹き戻しの里前バス停(あわ神あわ姫バス)から徒歩2分